# Columbaves
Columbaves è un clade che contiene Columbimorphae (piccioni, monia e grandule) e Otidimorphae (otarde, cuculi e turachi), eretto da un'analisi genomica. Ciò va contro l'ipotesi che Columbea e Otidae insieme ad Mirandornithes siano sister taxon di Columbimorphae, e che Cypselomorphae sia il sister taxon di Otidimorphae. Nessuna delle due ipotesi sostiene le due suddivisioni Metaves e Coronoaves che gli studi precedenti avevano proposto.
|  | Musophagiformes (turachi)                                                      |
|  |                                                                                |
|  | \| \| Otidiformes (otarde) \| \| \| \| \| \| Cuculiformes (cuculi) \| \| \| \| |
|  |                                                                                |
|  | Otidiformes (otarde)                                                           |
|  |                                                                                |
|  | Cuculiformes (cuculi)                                                          |
|  |                                                                                |

|  | Otidiformes (otarde)  |
|  |                       |
|  | Cuculiformes (cuculi) |
|  |                       |

|  | Columbiformes (piccioni e colombe)                                                         |
|  |                                                                                            |
|  | \| \| Mesitornithiformes (monia) \| \| \| \| \| \| Pteroclidiformes (grandule) \| \| \| \| |
|  |                                                                                            |
|  | Mesitornithiformes (monia)                                                                 |
|  |                                                                                            |
|  | Pteroclidiformes (grandule)                                                                |
|  |                                                                                            |

|  | Mesitornithiformes (monia)  |
|  |                             |
|  | Pteroclidiformes (grandule) |
|  |                             |

|  | Musophagiformes (turachi)                                                      |
|  |                                                                                |
|  | \| \| Otidiformes (otarde) \| \| \| \| \| \| Cuculiformes (cuculi) \| \| \| \| |
|  |                                                                                |
|  | Otidiformes (otarde)                                                           |
|  |                                                                                |
|  | Cuculiformes (cuculi)                                                          |
|  |                                                                                |

|  | Otidiformes (otarde)  |
|  |                       |
|  | Cuculiformes (cuculi) |
|  |                       |

|  | Columbiformes (piccioni e colombe)                                                         |
|  |                                                                                            |
|  | \| \| Mesitornithiformes (monia) \| \| \| \| \| \| Pteroclidiformes (grandule) \| \| \| \| |
|  |                                                                                            |
|  | Mesitornithiformes (monia)                                                                 |
|  |                                                                                            |
|  | Pteroclidiformes (grandule)                                                                |
|  |                                                                                            |

|  | Mesitornithiformes (monia)  |
|  |                             |
|  | Pteroclidiformes (grandule) |
|  |                             |